# Le Mystère des avions fantômes
Le Mystère des avions fantômes est la trente-troisième histoire de la série Les Aventures de Buck Danny de Jean-Michel Charlier et Victor Hubinon. Elle est publiée pour la première fois dans le journal Spirou du no 1393 au no 1414. Puis est publiée sous forme d'album en 1966.

## Résumé
Affecté à bord du porte-avions Enterprise (surnommé le Big E), Buck Danny (accompagné de ses deux ailiers habituels) doit y prendre le commandement des flottilles ("Squadrons") d'avions de combat du groupe aérien embarqué.
Le porte-avions étant encore à quai (pour trois jours), ils sont rejoints par Slim Holden, un officier pilote qui a partagé avec eux quelques-uns de leurs exploits antérieurs. Mais ce dernier disparaît presque aussitôt sans plus donner de ses nouvelles. En fait, il s'avère avoir été muté vers une mystérieuse destination : la base d'Amarillo, dont l'existence même est officiellement niée (ou délibérément cachée) par les hautes autorités militaires…
Ce sont ces mêmes autorités qui ont décidé d'envoyer le Big E en surveillance de zones proches du cercle polaire arctique. Une recrudescence d'incursions aériennes et sous-marines suspectes et répétées y a en effet été signalée. D'ailleurs, au cours d'un de leurs vols de patrouille, Buck et Sonny détectent un écho radar d'une telle incroyable célérité qu'ils n'ont qu'à peine le temps d'apercevoir une « giclée de flammes » semblant sortir d'une tuyère de réacteur.
Une semaine après, lors du quadrillage du secteur, Tumbler est porté disparu avec son Crusader et dans le même temps, on découvre dans sa chambre un émetteur clandestin! Le voilà accusé de haute trahison et soupçonné d'avoir rallié la Russie, qui pourrait posséder une base secrète dans la banquise, ce qui expliquerait la recrudescence de vols d'aéronefs non identifiés. Les missions de survol destinées à le sauver des glaces cessent immédiatement, ce qui ne manque pas de révolter Buck et Sonny, qui ne peuvent croire en une telle félonie. Sonny est partisan de continuer les recherches, en dépit des ordres, ce que lui interdit Buck. Les deux hommes manquent d'en venir aux mains, car Sonny prendrait tous les risques pour son ami, au-delà de sa carrière, et il reproche à Danny d'être devenu timoré.
En dépit de tout bon sens, et de toute prudence, Sonny élabore un plan qui lui permet de continuer les recherches en compagnie du pilote Cliff Harper. Assez vite, il croise à nouveau la trajectoire d'un des jets inconnus puis se fait shooter par un missile sol-air. Il a à peine le temps de lancer un Mayday avant de s'éjecter au dessus du "pack", à la merci du froid polaire. Blessé par un ours blanc, il est secouru, inconscient, par un appareil sans identification provenant de la base mystérieuse. L'appareil de reconnaissance de l'Enterprise ne peut que constater l'endroit du crash et les traces d'atterrissage de l'avion. Tuckson étant considéré comme perdu, les recherches à son sujet sont stoppées. Rendu responsable de la désobéissance de Tuckson, Buck est démis de ses fonctions, doit quitter le bord dans les 48 heures, rejoindre les "States" d'où il sera dirigé vers la (fameuse) base d'Amarillo. Désemparé par cette mutation, il obtient la faveur d'effectuer un vol vers la position du crash de Sonny, en guise de dernier adieu.
Avec Harper comme ailier, Buck découvre fortuitement la base secrète, juste avant que Cliff Harper ne dévoile et ne manifeste son rôle d'espion. Buck se place alors à portée de tir de son traitre d'ailier et l'abat. Une fois posé sur la base, Buck retrouve Sonny, Tumbler et Holden qui lui présentent les fameux prototypes américains A-12, en essais sur la base arctique secrète d'Amarillo où les quatre pilotes sont maintenant et désormais basés.

## Contexte historique
La rivalité stratégique des blocs géopolitiques (occidental, soviétique) est à la base du scénario de l'aventure.
Les prototypes sont finalement décrits par les auteurs comme des « chasseurs bombardiers » A-12. En fait ce sont des Lockheed YF-12 qui sont effectivement dessinés.
Le Lockheed A-12 Oxcart est un avion-espion conçu par les États-Unis au tout début des années 1960. Il est capable de voler à de très grandes vitesses (plus de 3 500 km/h) et à très haute altitude (plus de 25 000 mètres) afin d'échapper à toute interception ou dispositif antiaérien.
Le A-12 est mis en œuvre dans le cadre des programmes de reconnaissance aérienne de l'Office of Special Activities de la Direction de la science et technologie de la Central Intelligence Agency et sa version opérationnelle est monoplace. Seule une vingtaine d'exemplaires sont construits et leur carrière commence en 1965 et s'arrête en 1968. Cet avion donne naissance au SR-71 Blackbird (avion de reconnaissance biplace destiné à l'USAF), ainsi qu'au Lockheed YF-12 (projet d'avion d'interception biplace).

## Personnages
Outre les trois pilotes qui forment le trio habituel (Danny, Tumbler et Tuckson), l'aventure met en scène Slim Holden, ainsi qu'un personnage réel, le capitaine de vaisseau Vincent de Poix
Dans la fiction, ce dernier est le commandant de l'USS Enterprise, bien qu'en réalité il ne fût plus, alors le commandant du bâtiment ; afin de le hausser d'un rang hiérarchique au-dessus du colonel Danny, il est affublé du grade (et de l'appellation/titre) de commodore mais avec des insignes de capitaine de vaisseau.

## Avions
- Vought F-8 Crusader : l'appareil piloté par Tuckson dépasse largement ses performances nominales en atteignant Mach 2.2 (planche AF.26.A).
- Grumman S-2 Tracker
- Lockheed YF-12
- Grumman OV-1 Mohawk : bien que biplace dans la réalité, le scénario le complète d'un troisième intervenant, et prévoit l'embarquement d'un quatrième passager, Tuckson, blessé (planche AF.33.A).
- Missiles sol-air SAM-A-7 Nike-Ajax

- Voodoo : appareil non dessiné, mais seulement cité (planche AF.19.A, case B2). Or ce narratif le liste au même titre que les avions embarqués sur l'Enterprise, ce qui est une erreur manifeste, le Voodoo étant un appareil terrestre, de l'US Air Force. Il y a probablement eu confusion (ou amalgame) par les auteurs avec le Phantom II du même constructeur, et présentant certaines similitudes avec le F-101, notamment la propulsion par deux réacteurs.

## Véhicules automobiles
- Fidèle à sa marque de prédilection[6] Buck Danny roule dans une Studebaker Avanti.
- Sonny Tuckson pilote une moto Harley-Davidson Duo Glide Panhead.
- Slim Holden conduit un cabriolet Ford Modèle A 68B de 1931.

## Organisations et structures
L'épisode se déploie dans deux implantations géographiques militaires américaines : la base navale de Norfolk (réelle) et une base aérienne, fictive, AFB Amarillo (située en région arctique, à l'ouest du Groenland.
À l'ouverture du récit, les héros de l'aventure entrent (par voie routière) à la base de Norfolk, étrangement désignée « SACLANT » U.S. NAVAL BASE. Il s'agit en fait d'une confusion entre la NAVAL STATION 
vignette alt=Norfolk US Navy Norfolk US Naval Station
et le commandement allié (Otan) - un état-major - qui y était implanté.
En fait, les fonctions de commandant suprême allié (Saclant) étaient alors exercées, en même temps, ("triple casquette") par le Commandant en chef des Forces navales américaines de l'Atlantique (CINCLANTFFLT) et du Commandement Atlantique des États-Unis (USLANTCOM).
Tout aussi étrange est l'étonnement de Buck Danny et de "Tumb" Tumbler devant la porte d'accès (principale) de la base navale (Planche AF.1.A, case A), comme s'ils découvraient la base pour la première fois, alors qu'ils y avaient déjà été affectés auparavant, de l'épisode Opération « Mercury » à celui de X-15.

## Publication

### Revues
L'épisode a d'abord été publié dans l'hebdomadaire Spirou, du numéro 1393 (paru le 24/12/1964) au numéro 1414 (paru le 20/05/1965).